# Circuit d'Opatija
El circuit d'Opatija, conegut també com a circuit de Kvarner i, localment, com a Preluk, va ser un circuit urbà situat a Opatija, Croàcia. Actiu entre 1931 i 1977, el circuit discorria pels carrers i carreteres que conflueixen a Opatija, una ciutat marítima d'estiueig situada a la badia de Kvarner, al comtat de Primorje – Gorski Kotar, Ístria. Amb unes vistes espectaculars de la mar Adriàtica i uns ràpids revolts a tocar dels penya-segats del litoral, va ser conegut com al "circuit de Montecarlo" del motociclisme.

## Traçat
El traçat del circuit d'Opatija era comparable al del circuit urbà del Gran Premi de Mònaco, però més ràpid i llarg, amb 6 km de longitud i un desnivell acumulat de 85 m. Les característiques del circuit el convertien en un repte per als competidors: començava a la cornisa davant de la platja i remuntava un turó costerut, amb una paret de roca a un costat i una caiguda escarpada cap al mar, protegida per un mur de pedra, a l'altre. Tot seguit hi havia una ràpida recta de baixada, un gir de forquilla, una altra recta seguida d'una sèrie de revolts en S de baixada i s'arribava de tornada a la recta de boxs, a la vora del mar.
Malgrat l'impressionant entorn escènic, Opatija era un circuit perillós a causa de les altes velocitats que s'assolien en carreteres estretes i plenes d'obstacles inamovibles, com ara arbres, murs de pedra, fanals, pals elèctrics, terraplens, cases, estimballs i el mar. En aquest sentit, el circuit va guanyar una reputació similar a la del circuit de la muntanya del TT de l'Illa de Man. La situació d'inseguretat va esdevenir insostenible per als pilots d'automobilisme i a partir de 1968 ja no se n'hi van celebrar més curses. Les de motociclisme encara s'hi van mantenir fins al 1977.

## Història
El circuit es va estrenar el 1931, en què va començar a acollir curses d'automobilisme locals. En aquella època, Opatija formava part d'Itàlia i era coneguda com a Abbazia, de manera que el seu circuit es va anomenar inicialment, en italià, "Circuito di Abbazia", tot i que també se'l coneixia alternativament com al "Circuito di Carnaro" (Carnaro era el nom italià de Kvarner). L'equipament va guanyar protagonisme internacional per primer cop el 1939, quan va acollir el Gran Premi de l'Adriàtic d'automobilisme, una cursa que va guanyar Luigi Villoresi amb un Maserati 4CL.
La zona d'Ístria va passar a formar part de Iugoslàvia després de la Segona Guerra Mundial. Poc després, al 1946, el circuit va reprendre l'activitat amb curses locals de motociclisme, ara ja amb el nom de Circuit d'Opatija. L'any següent s'hi va celebrar una prova del campionat de Iugoslàvia de motociclisme. El 1950 s'hi van tornar a organitzar curses d'automobilisme, primer de cotxes esportius (1950 i 1959), després de Fórmula Junior (1960, 1961 i 1963) i finalment de Fórmula 3 (1964-1968).

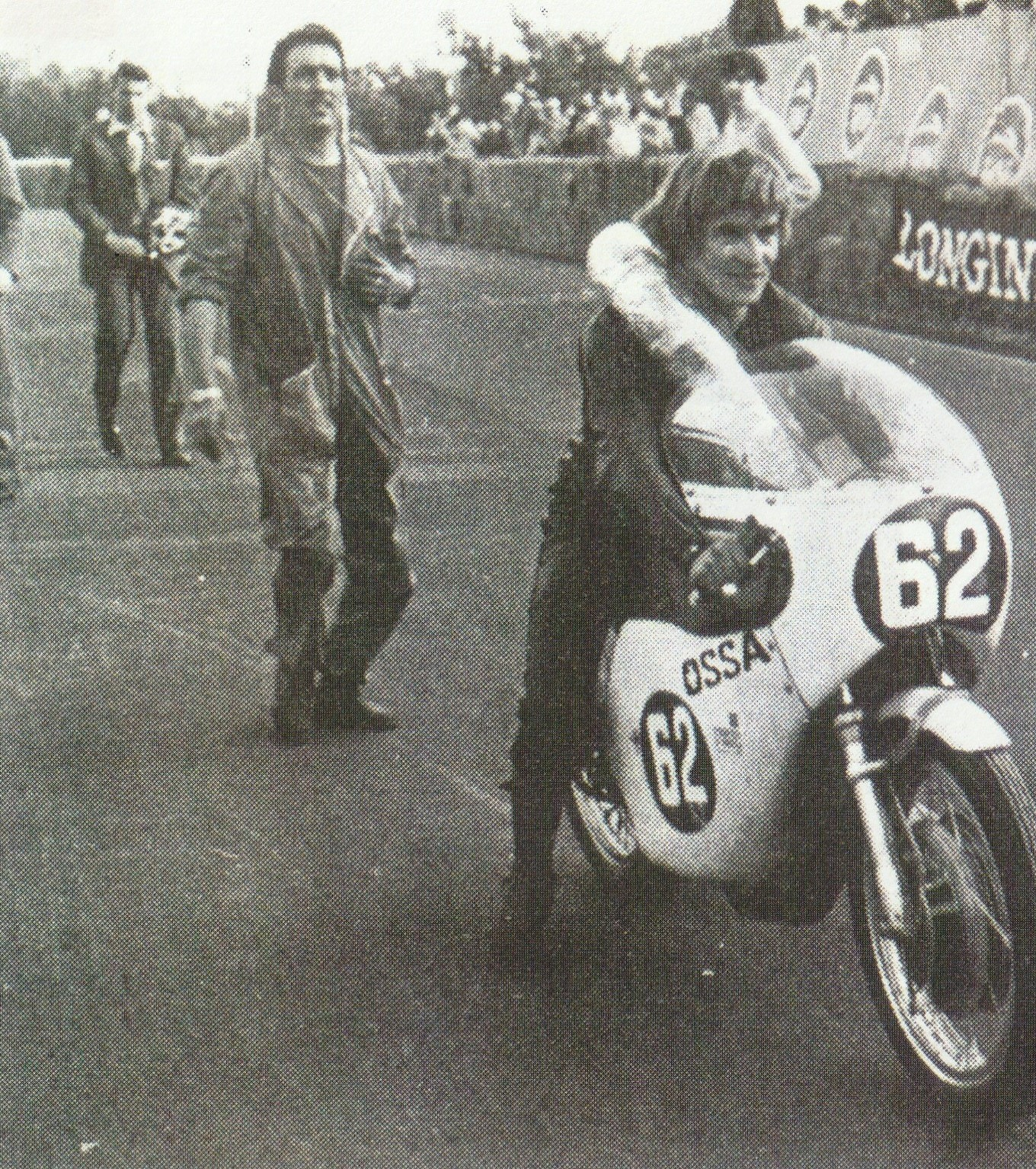
Santiago Herrero havent guanyat el GP de Iugoslàvia de a Opatija

Pel que fa al motociclisme, el 1961, la cursa de 50cc va formar part de la Copa d'Europa de 50cc (en fou la cinquena prova) i el guanyador en va ser l'alemany Hans-Georg Anscheidt, amb Kreidler. De 1969 a 1977, el recinte va acollir el Gran Premi de Iugoslàvia (anomenat Gran Premi de l'Adriàtic les dues primeres edicions) com a part del mundial de motociclisme. La victòria de Godfrey Nash amb una Norton Manx al GP de Iugoslàvia de 1969, a Opatija, va suposar la darrera victòria d'una moto monocilíndrica en un Gran Premi de 500cc.
A mesura que les prestacions dels vehicles augmentaven, la perillositat del circuit es feia més evident. El Gran Premi de l'Adriàtic de Fórmula 3 de 1968, guanyat per Manfred Mohr amb un Tecno 68, va ser la darrera cursa d'automòbils que es va fer a Opatija. Malgrat els riscos, però, s'hi van continuar celebrant curses de motos.
Durant la temporada de 1973, arran de la mort de Jarno Saarinen i Renzo Pasolini al Gran Premi de les Nacions, a Monza, diversos equips de competició com ara Yamaha, Harley-Davidson i MV Agusta van fer boicot al Gran Premi de Iugoslàvia a causa de les condicions insegures de la pista. Altres pilots van optar per competir, però sense anar al límit de les possibilitats de les motos. El 1974, el britànic Billie Nelson es va estavellar contra la multitud durant la cursa de 250cc i va ferir diversos espectadors. Nelson es va morir aquella nit a l'hospital.

### Darrers dies del recinte
Els promotors del Gran Premi de Iugoslàvia havien estat advertits per la FIM un temps abans de l'edició de 1977 que, si no milloraven la seguretat del circuit, l'esdeveniment seria cancel·lat. Finalment, el Gran Premi es va celebrar i el resultat va ser un desastre: l'italià Giovanni Ziggiotto es va estavellar durant els entrenaments de la cursa de 250cc en blocar-se-li el motor de la motocicleta i ser envestit per darrere per Per-Edward Carlson. Ziggiotto es va morir quatre dies després a l'hospital. Durant la cursa de 50cc, Ulrich Graf es va estavellar contra una paret de roca en punxar-se-li el pneumàtic posterior. Va patir greus ferides al cap i es va morir més tard a l'hospital. La tragèdia va posar punt final a l'ús del circuit per al Gran Premi de Iugoslàvia i a partir de 1978 aquesta prova es va traslladar al Circuit de Rijeka.
Després del tràgic Gran Premi de Iugoslàvia de 1977, les curses no van tornar a Opatija, tot i que l'antic circuit es fa servir ocasionalment com a etapa especial durant el campionat de ral·lis de Croàcia i per a celebrar-hi trobades d'automòbils històrics.